# Duke Dinsmore
Duke Dinsmore (Williamstown, West Virginia, 10 april 1913 – Fort Lauderdale, Florida, 12 oktober 1985) was een Amerikaans Formule 1-coureur. Hij reed 4 races; de Indianapolis 500 van 1950, 1951, 1953 en 1956.